# Piața Unirii (stație de metrou)
Piața Unirii este o stație de metrou din București. Ea realizează comunicarea dintre magistralele 1 și 2 printr-un pasaj pietonal. În apropiere se află Magazinul Universal Unirea, Magazinul Cocor, precum și centrul vechi al orașului (reprezentat de străzile Lipscani, Șelari, Covaci, Gabroveni etc).

## Incidente
Stația a fost inundată de două ori în anii 1980.
În 1983 a avut loc prima inundație. Un dig al râului Dâmbovița a fost demolat temporar, dar la scurt timp după demolare, o ploaie torențială a dus la la inundarea ulteroară a peroanelor M1, și a șantierului pentru peroanele M2, ducând la întârzieri pe șantierul pentru M2.

### Inundația din mai 1987
La data de 1 mai 1987, în timpul construcției Pasajului Unirii, un excavator a lovit un canal de colectare al râului Dâmbovița. Mai târziu, o ploaie torențială a dus la creșterea debitului de pe Dâmbovița, ceea ce a dus la spargerea canalului, inundând șantierul pasajului. După inundarea șantierului, apa ulterior s-a scurs în peroanele M1, lucru semnalat la 20:30. 
Până la orele 23:00, mai mulți ingineri și oficiali de partid s-au întrunit în stația inundată, în încercarea de a găsi o soluție. La orele 4:00, când apa ajunsese la 30 de centimetri deasupra peroanelor, s-a decis desființarea batardoului de la Pasajul Mărășești, ducând la o reducere în curgerea apei în stație. La 10:30, mai mulți pompieri, militari și ingineri ai metroului se adunaseră pentru a aduce pompe, care urmau să scoată apa din stație. Ceaușescu a vizitat stația inundată, enervat de închiderea metroului; mai mulți oficiali au asigurat o redeschidere ”marți dimineața”. 
La scurt timp după plecarea lui, o altă scurgere de apă a fost observată în peronul M2. La 2 ore după semnalare, s-a constatat că apa circula printr-o gaură pentru cabluri. După ce s-au mai adus pompe de evacuare a apei, peronul M1 nu mai avea apă în dimineața de 3 mai, duminica, iar la peronul M2, lucrările continuau. 
Inundația a fost atât de gravă, încât apa s-a scurs spre Mihai Bravu, inundând complet tunelul între Mihai Bravu și Timpuri Noi. În ziua de miercuri, 6 mai, tunelulrile au fost golite, astfel, începeau și operațiunile de curățare a tunelului și a peronului M2. Pe lângă asta, a fost necesară înlocuirea unor echipamente electrice și a semnalelor, și folosirea în masă a unui deodorant, din cauza mirosului teribil lăsat de apa murdară. Joi dimineață, în ziua de 7 mai 1987, metroul circula din nou.
Deși inundația a dus la afectarea alimentării electrice, defecțiunea semnalelor și inundarea camerelor de serviciu, totuși, au fost evitate pagube mai mari. A fost evitată avarierea transformatoarelor și a dispeceratului stației.